# تپه تلوری علیا
تپه تلوری علیا مربوط به دوران پیش از تاریخ ایران باستان تا دوران‌های تاریخی پس از اسلام است و در شهرستان خرم‌آباد، بخش مرکزی، روستای تلوری علیا واقع شده و این اثر در تاریخ ۱۲ بهمن ۱۳۸۱ با شمارهٔ ثبت ۷۱۱۲ به‌عنوان یکی از آثار ملی ایران به ثبت رسیده است.